# María Luisa Puga
María Luisa Puga (Ciudad de México, 3 de febrero de 1944 - Ibidem, 25 de diciembre de 2004) fue una escritora y ensayista mexicana.Colaboradora de El Universal, La Jornada, La Plaza y Unomásuno. Becaria del SNCA, 2001. Premio Xavier Villaurrutia 1983 por Pánico o peligro. Premio Juan Ruiz de Alarcón 1996. Colaboró en los diarios mexicanos El Universal, La Jornada y Unomásuno.

## Biografía
María Luisa Puga nació el 3 de febrero de 1944 en Ciudad de México, ahí vivió los primeros 5 años de su vida. Tras la muerte de su madre, en 1949, pasó su infancia en Acapulco, Guerrero junto a sus hermanos a la casa de su abuela y su adolescencia y parte de su juventud  en Mazatlán, Sinaloahasta regresar ya con 18 años a vivir sola en Ciudad de México.
En abril de 1968, sale de México y emprende un viaje de diez años por Europa, recorriendo diversos países del continente, tales como Londres, Roma y Grecia, hasta que, por problemas económicos y relaciones personales, viaja a la capital de Kenia, Nairobi.Es en este lugar donde escribe su primer novela Las posibilidades del odio motivada por notar en un país ajeno, las injusticias y corrupciones que también sucedían en México. El libro fue publicado en 1978, teniendo un buen recibimiento por la crítica literaria, con elogios a su estilo de escritura.
Tras su regreso a México, en junio de 1978, se incorpora al Partido Comunista Mexicano, llegando a ser candidata a diputada en su distrito. También por esas fechas pública Inmóvil sol secreto (1979), Cuando el aire es azul (1980) y Accidentes (1981). Algunos años más tarde trabajando, ya como correctora de galeras en la editorial Siglo XXI e impartiendo talleres, recibe en 1983,  el Premio Xavier Villaurrutia por su novela Pánico o peligro y comienza a ser reconocida como una de las grandes de la literatura mexicana, dando conferencias y eventos literarios acerca del papel de la mujer en la literatura y la sociedad.
Junto a su pareja, Isaac Levín, abandona la ciudad para vivir en una cabaña en un bosque a orillas del lago de Zirahuén, en Michoacán. Ahí, alejada del ruido y caos de la metrópoli, María Luisa Puga siguió escribiendo, y en 1978 publica La forma del silencio, para la autora este libro fue sumamente especial, pues mencionaba que era el libro que quería escribir desde siempre, pero que, a causa del miedo no se atrevió a hacerlo durante años. Aparte de su pareja, en su cabaña vivía con sus 4 perros a los que nombraron Coma, Punto, Novela y Cuento, y su gato llamado Gato durante su tiempo viviendo ahí, no dejó de impartir talleres literarios, ahora, a los niños del pueblo. 
Entrada la década de 1990, pública su autobiografía De cuerpo entero, donde, retomando el formato de diario que caracterizó mucho de su trabajo. En ella, narra la manera en la que llegó a la escritura y la importancia que esta ha tenido en su vida. Seis años más tarde recibe el premio Juan Ruiz de Alarcón por el conjunto de su obra publicada y comienza a impartir talleres en modalidad virtual.  En 1995 es secuestrada, y recoge esa experiencia en la novela Nueve madrugadas y media.
Para los últimos años de su vida, en 2002, es diagnosticada con artritis reumatoide, enfermedad que la acompañaría hasta su muerte, junto al dolor que la misma provocaba y del que da cuenta en su último libro publicado Diario del Dolor (2004), donde a través de 100 fragmentos narra la forma en la que el dolor se volvió una presencia constante en su vida, las maneras en las que se relacionaba con él y las emociones que el mismo le causaba. Fue en la navidad del 2004 que María Luisa Puga muere en el Instituto Nacional de Nutrición de la Ciudad de México, a causa de un cáncer de ganglios e hígado detectado tardíamente.
Dejó a su hermana Patricia cuadernos que fungieron como diarios durante su vida, estos, junto a documentando su vida personal y literaria, fueron donados en 2016 a la Universidad de Texas en Austin..

## Premios y reconocimientos
- Becaria del SNCA, 2001
- Premio Xavier Villaurrutia 1983 por Pánico o peligro.
- Premio Juan Ruiz de Alarcón 1996

| Año  | Título del premio                                 | Obra premiada    | Institución que la otorga                                            |
| ---- | ------------------------------------------------- | ---------------- | -------------------------------------------------------------------- |
| 1983 | Premio Xavier Villaurrutia                        | Pánico o peligro | Sociedad Alfonsina Internacional, INBAL                              |
| 1996 | Premio de Dramaturgia Juan Luis de Alarcón        |                  | Instituto Nacional de Bellas Artes y Gobierno del estado de Guerrero |
| 2001 | Becaria del Sistema Nacional de Creadores de Arte |                  |                                                                      |

## Obra publicada
Novela
- Cuando el aire es azul, México, Siglo XXI Editores,  (1980), ISBN 968-23-0982-4
- Pánico o peligro, México, Siglo XXI Editores, (1983), ISBN 968-23-1215-9 Premio Xavier Villaurrutia 1983
- La forma del silencio, México, Siglo XXI Editores, (1987), ISBN 968-23-1407-0
- Antonia, México, Grijalbo,  (1989), ISBN 968-419-880-9
- Las razones del lago, México, Grijalbo, (1990), ISBN 970-05-0319-4
- La ceremonia de iniciación, México, Fondo de Cultura Económica, (1994) ISBN 968-16-4066-7
- La viuda, México, Grijalbo (1994), ISBN 970-05-0561-6
- La reina, México, Seix Barral (Col. Biblioteca breve), (1995) ISBN 968-6941-12-6
- Inventar ciudades, México, Alfaguara (1998), ISBN 968-19-0448-6
- Nueve madrugadas y media (2003)

Cuento
- Las posibilidades del odio, México, Siglo XXI Editores, (1978), ISBN 968-23-0259-5
- Inmóvil sol secreto, México, La máquina de escribir, (1979)
- Accidentes, México, Martín Casillas Editores, (1981) ISBN 968-471-004-6
- Intentos, México, Grijalbo, (1987), ISBN 968-419-725-X
- Los siete pecados capitales (volumen de cuentos) (1989)
- De intentos y accidentes, México, ISSSTE, Col. Biblioteca del ISSSTE, ISBN 968-825-410-X

Ensayo
- La cerámica de Hugo X. Velásquez. Cuando rinde el horno, México, Martín Casillas Editores, (1983) ISBN 968-471-050-X
- Itinerario de palabras (junto a Mónica Mansour), México, Folios Ediciones, (1987), ISBN 968-478-057-5
- María Luisa Puga. De cuerpo entero, México, UNAM-Ediciones Corunda, (1990), ISBN 968-6044-20-5
- Lo que le pasa al lector, México, Grijalbo, (1991) ISBN 970-05-0161-2
- Crónicas de una oriunda del kilómetro X en Michoacán (1995)
- Diario del dolor, México, Alfaguara-Universidad del Claustro de Sor Juana, CONACULTA, (2004) ISBN 968-19-1367-1

Literatura infantil
- El tornado (1985)
- Los tenis acatarrados (1991)
- A Lucas le sale todo mal (2005)

## Obra literaria
Las posibilidades del odio
En esta serie de relatos, publicada en 1978, narra las violencias sexual y familiar, el pudor y el racismo en África del Sur. Uno de ellos desde el personaje de Nyambura, quien reconstruye su biografía a través de sus propios recuerdos, con el objetivo de que lleguen al conocimiento de Chris, su amante inglés. Mientras narra para su pareja la historia de su vida, también lo hace para el lector. De esta manera Puga, hace una historización de Kenia desde finales del siglo XIX hasta 1973, desde su condición de colonia inglesa hasta ser una nación libre,  que comprende grandes cambios sociales y políticos permitiendo complejizar las razones de los sucesos a los que se enfrentan personajes como el de Nyambura en su propia vida.
La motivación para escribir este libro surge a partir de las formas en las que la autora logró espejear estas situaciones de las que fue espectadora, con el México de su época. Con afinidades narrativas con la autora sudafricana Doris Lessing, Puga desentierra voces pocas veces visibles, enfatizando en los relatos de los cuerpos y los rostros, reformulando una narrativa del proceso de colonización al que fueron sometidos países llamados subdesarrollados, como Kenia.
Cuando el aire es azul
Novela escrita en 1980 que narra la historia utópica de un pueblo que después de años de lucha, logra pintar el aire de azul e instaurar un sistema económico y social en el que el que los puestos de trabajo son rotativos, cambiando cada dos semanas. Esto permite que todos desarrollen habilidades para hacer todos los trabajos y puedan conocerse al menos de vista, tomar decisiones y soluciones conjuntas, que permitieron la eficiencia erradicando los monopolios y las luchas de poder.
Sin embargo, a través del personaje de Tomás y el descontento que genera ante la construcción social en la que vive, es que notamos que en realidad esta organización política parece estar al límite de la distopía, por la monopolización de las tiendas de abasto, las insuficiencia de medios de transporte y las formas en las que las personas excluyen a todo aquel que no se ciña al pensamiento desde el que se maneja la formación y distribución del trabajo.
Cuando el aire es azul, aborda diferentes problemáticas entre sus líneas, desde el personaje de Tomás, donde la autora identifica su propia forma de escritura autobiográfica que permite a su vez narrar la historia de su pueblo y  los lazos que forma con otros protagonistas , así como el lugar de la vejez que tanto en la trama como en la realidad recluyen a las personas a espacios de marginalidad.
Diario del dolor

Publicado originalmente en 2003, este diario rompe incluso con el formato esperado de un diario convencional, pues en él, los sucesos están numerados del 1 al 100 sin ser fechados y son descripciones solo de los momentos en los que la autora tiene que convivir con su propio dolor. Este libro surge a partir del padecimiento de artritis reumatoide al que se enfrenta María Luisa Puga durante los últimos años de su vida. Personifica al dolor como un recurso narrativo para hablar de él desde elementos que lo caracterizan y los momentos en los que la acompaña en sus actividades cotidianas colocando al cuerpo en el centro de la narración.
Es la artritis la que se ha apoderado de la risa, del ánimo, de las ganas de hacer cosas. Así se apodera de mis articulaciones calladamente. Ella también está aquí, Dolor, como tú, mi escritura, mis ganas de trabajar, de ir a lugares que cada vez me van quedando más lejos. Ya no voy pudiendo. Hay otra normalidad que se asienta sobre mí y es la falta de movilidad.
En 2021, durante la pandemia sanitaria de COVID-19, con la que el libro parece de a momentos dialogar, la UNAM decide hacer una nueva reedición del libro dentro de la colección Vindictas con un prólogo introductorio de Brenda Navarro.